# Joan Xavliani d'Abkhàzia
Joan Xavliani (Ioanes Schavliani, mort el 873) fou un noble abkhazi, usurpador del tron del regne d'Abkhàzia del 871 al 873 (segons Toumanoff de 877/878 a 879).
A la mort del rei Jordi I d'Abkhàzia, no quedaven altres membres de la família reial que els dos fills de Demetri II d'Abkhàzia: el gran, Tinin, que era eristavi de Txikha, i el segon, Bagrat, qui vivia exiliat fora del regne. La vídua del rei difunt havia estat seduïda per un noble, el mthawar Ioanes Schavliani, i va fer matar Tinin i va ordenar també tirar a la mar a Bagrat, per donar el tron al seu amant. Bagrat es va salvar i es va refugiar a l'Imperi Romà d'Orient mentre que Joan Xavliani es va casar amb la reina i es va proclamar rei. Va morir al cap de menys de dos anys de regnat i el va succeir el seu fill Adarnases Xavliani, nascut d'una unió anterior.